# گرانارولو دل‌امیلیا
گرانارولو دل‌امیلیا (به ایتالیایی: Granarolo dell'Emilia) یک منطقهٔ مسکونی در ایتالیا است که در استان بولونیا واقع شده‌است.

## خصوصیات
گرانارولو دل‌امیلیا ۳۴٫۴ کیلومترمربع مساحت و ۱۱٬۵۶۵ نفر جمعیت دارد و ۲۸ متر بالاتر از سطح دریا واقع شده‌است.

## خواهرخوانده
شهر بنییر-دو-بیگور خواهرخواندهٔ گرانارولو دل‌امیلیا هست.